# Чемодуров, Анатолий Владимирович
Анато́лий Влади́мирович Чемоду́ров (21 июля 1919, Новоивановка, Курская губерния — 28 декабря 1986, Москва) — советский киноактёр и кинорежиссёр. Лауреат Сталинской премии первой степени (1952).

## Биография
Родился 21 июля 1919 года в деревне Ново-Ивановка (ныне в Рыльском районе, Курская область).
- 1942 год — окончил Рязанское артиллерийское училище, лейтенант.
- 1948 год — окончил актёрский факультет ВГИКа (мастерская С. А. Герасимова и Т. Ф. Макаровой).
- 1947—1961 годы — актёр Центральной студии киноактёра.
- С 1961 года — 2-й режиссёр киностудии «Мосфильм».

Умер 28 декабря 1986 года. Похоронен на Хованском кладбище.

## Личная жизнь
До 1973 года — муж актрисы Клары Румяновой.

## Фильмография

### Актёр
- 1948 — Молодая гвардия — Сергей Левашов
- 1950 — Жуковский — Александр Рыбаков
- 1950 — Кавалер Золотой Звезды — Семён Гончаренко
- 1951 — Тарас Шевченко — студент
- 1952 — Покорители вершин — Евгений Симбирцев
- 1953 — Возвращение Василия Бортникова — Борис Петрович Чеканов
- 1953 — Честь товарища — Капитан Беседа
- 1954 — Кортик — чекист
- 1954 — Об этом забывать нельзя — Марченко
- 1956 — Бессмертный гарнизон — старший политрук Руденко
- 1957 — Цель его жизни — Сотников
- 1957 — Телеграмма — Василий Иванович, начальник почты
- 1958 — Шли солдаты… — адъютант генерала
- 1959 — Судьба человека —  советский подполковник
- 1962 — Суд — прокурор
- 1968 — Щит и меч — врач

### Второй режиссер
- 1961 — Повесть пламенных лет
- 1965 — Война и мир
- 1970 — Ватерлоо
- 1975 —  Они сражались за Родину

### Режиссёр-постановщик
- 1971 — Если ты мужчина...
- 1979 — Здесь, на моей Земле (с В. Н. Досталем)

## Награды и премии
- Сталинская премия первой степени (1952) — за исполнение роли Семёна Гончаренко в фильме «Кавалер Золотой Звезды» (1950)
- два ордена Отечественной войны II степени (5.03.1945; 6.11.1985)
- медаль За отвагу (5.11.1944)